# Orchestre de Paris
Het Orchestre de Paris is een Frans symfonieorkest opgericht in 1967, gevestigd in Parijs. De thuisbasis van het orkest voor zijn concerten is de Philharmonie de Paris in Parijs. Het orkest maakt ook soms gebruik van de Salle Pleyel.

## Geschiedenis
In 1967, na het uiteenvallen van het Orchestre de la Société des Concerts du Conservatoire, werd de dirigent Charles Münch gevraagd door de Minister van Cultuur, André Malraux, en zijn muzikaal directeur, Marcel Landowski, om een nieuw orkest op te richten in Parijs. Korte tijd na de oprichting stierf Münch in 1968, en werd Herbert von Karajan ingehuurd als interim muzikaal adviseur van 1969 tot 1971. Volgende dirigenten waren onder anderen Georg Solti, Daniel Barenboim, en Semyon Bychkov. Christoph von Dohnányi was artistiek adviseur van 1998-2000.
Van 2000 tot 2010 was Christoph Eschenbach de dirigent. Paavo Järvi werd benoemd om hem op te volgen vanaf 2010. Hij werd op zijn beurt in 2016 opgevolgd door Daniel Harding.
In 1998 werd de Salle Pleyel, de thuisbasis van het orkest en de grootste concertzaal van Parijs, gekocht door een private financierder die de zaal kort daarna sloot. Het orkest werd gedwongen in zeer korte tijd een alternatieve locatie te vinden. Een tijdelijke oplossing werd gevonden door de concerten van het seizoen 2001-02 te verdelen over het Théâtre des Champs-Élysées en het Théâtre du Châtelet. Vanaf de herfst van 2002 speelde het orkest in het Théâtre Mogador, waar het voor vier seizoenen zou blijven. In de tussentijd werden nieuwe afspraken gemaakt met de nieuwe eigenaar van de Salle Pleyel, namelijk de Cité de la Musique. De zaal werd toen ook gerenoveerd. In september 2006 werd de Salle Pleyel heropend en werd het opnieuw de thuisbasis van het Orchestre de Paris. In januari 2015 verhuisde het orkest naar de Philharmonie de Paris, in de buurt van de Cité de la Musique in het Parc de la Villette.

## Koor
Het koor van het Orchestre de Paris werd opgericht in 1976 op initiatief van Daniel Barenboim. Tot 2002 was Arthur Oldham de dirigent. Sindsdien wordt het koor, met Laurence Equilbey als adviseur, gedirigeerd door Didier Bouture en Geoffroy Jourdain.

## Dirigenten
- 1967-1968 Charles Münch
- 1969-1971 Herbert von Karajan
- 1972-1975 Georg Solti
- 1975-1989 Daniel Barenboim
- 1989-1998 Semyon Bychkov
- 1998-2000 Christoph von Dohnányi
- 2000-2010 Christoph Eschenbach
- 2010-2016 Paavo Järvi geassisteerd door Dalia Stasevska (2014-2016)
- 2016-2019 Daniel Harding
- 2022- Klaus Mäkelä